# Kokong
Kokong est une ville du Botswana.